# Таміка сіроспинна
Та́міка сіроспинна (Cisticola subruficapilla) — вид горобцеподібних птахів родини тамікових (Cisticolidae). Мешкає в Південній Африці.

## Опис
Довжина птаха становить 13-14 см. Голова рудувата, тім'я темно-руде. Крила руді. Дзьоб сірий, короткий і прямий. Лапи рожевувато-коричневі, очі світло-карі.
Представники північних підвидів мають коричнювату спину, поцятковану чорними смужками. Нижня частина тіла у них охриста. Вони схожі на строкатоголових тамік (Cisticola lais), однак їх ареали поширення не перетинаються.
Представники південних підвидів мають сіру спину, поцятковану чорними смужками. Нижня частина тіла у них світло-сіра.

## Підвиди
Виділяють шість підвидів:
- C. s. newtoni da Rosa Pinto, 1967 — південно-західна Ангола і північно-західна Намібія;
- C. s. windhoekensis (Roberts, 1937) — центральна Намібія;
- C. s. karasensis (Roberts, 1937) — південна Намібія і крайній північний захід ПАР;
- C. s. namaqua Lynes, 1930 — захід Кару (захід ПАР і південь Намібії);
- C. s. subruficapilla (Smith, A, 1843) — південний захід і південь ПАР;
- C. s. jamesi Lynes, 1930 — південь ПАР.

## Поширення і екологія
Сіроспинні таміки поширені на крайньому південному заході Анголи, в Намібії і на заході ПАР. Вони живуть в прибережному фінбоші та в чагарникових заростях кару. Споруджують кулеподібні гнізда з бічними входами.